# Oberonioides
Oberonioides là một chi thực vật có hoa trong họ Lan.